# Geistkircherhof
Koordinaten: 49° 16′ 35″ N, 7° 11′ 11″ O

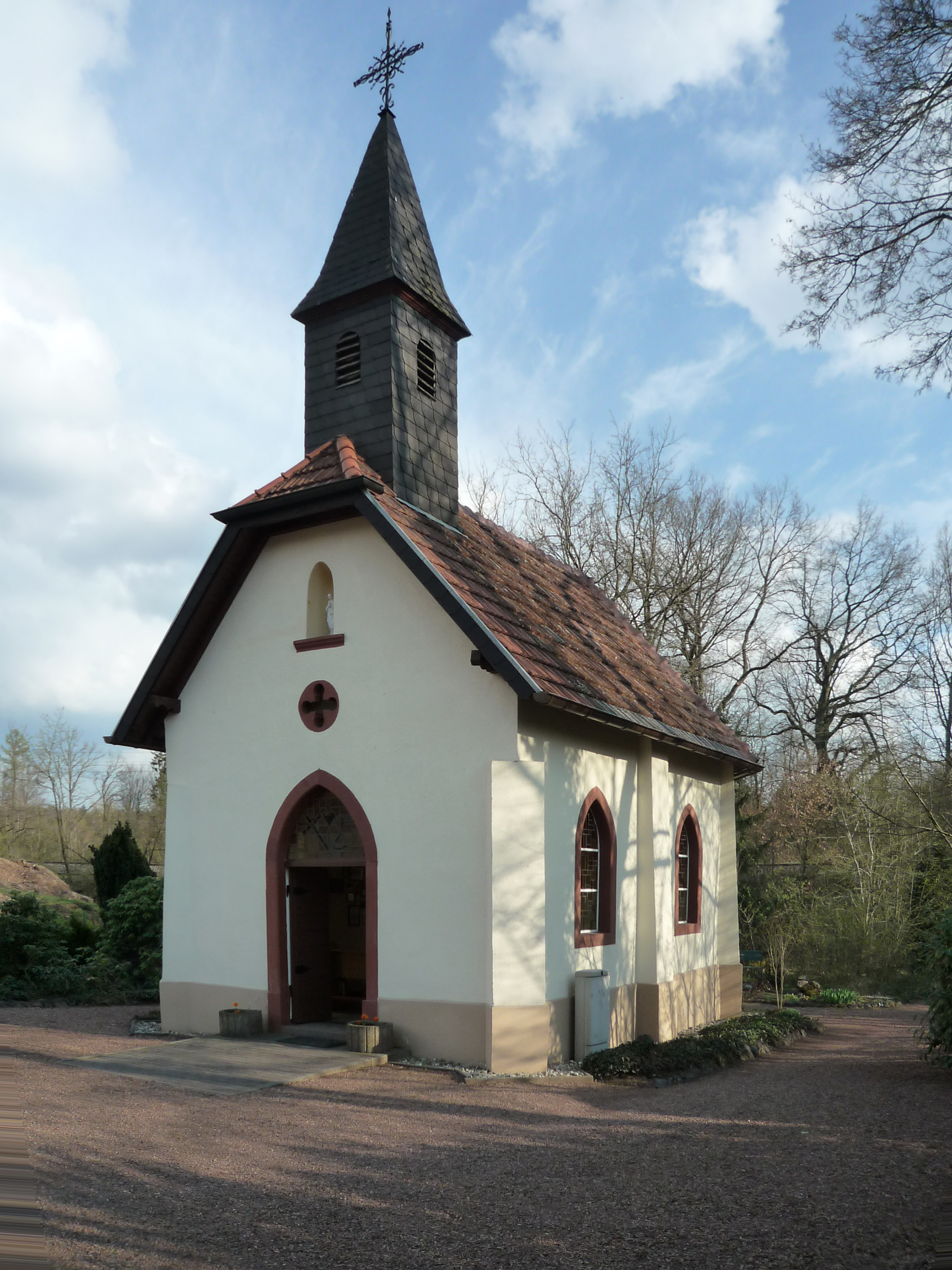
Kapelle auf dem Geistkircherhof

Der Geistkircherhof (auch Geistkircher Hof oder Geistkirch, veraltet auch Frohnsbach) ist eine Siedlung am Ostrand von St. Ingbert, unmittelbar an der Gemarkungsgrenze zu Kirkel. Hier befand sich bis zum Dreißigjährigen Krieg der untergegangene Weiler Fronsbach, dessen namensgebender Bach Fronsbach hier entspringt und in den Niederwürzbacher Weiher entwässert.

## Areal und Gebäude
Der Weiler besteht aus mehreren Gebäuden, die eine jeweils eigene Geschichte haben. Die Siedlung wird in Ost-West-Richtung von der Kaiserstraße, ehemals B 40, seit den frühen 1990er Jahren als Landesstraße 119 degradiert, die Saarbrücken mit Kaiserslautern verbindet, durchschnitten. Die Bahnstrecke Mannheim–Saarbrücken verläuft südlich davon. Südlich der Bahnstrecke erstreckt sich die Talaue des Fronsbaches. Zwischen dem Geistkircherhof und Rohrbach befindet sich ein wichtiges Industriegebiet.
Vier Gebäude(komplexe) können heute noch unterschieden werden, die zu der damaligen Siedlung – Vrolsbach genannt – gehört haben. Genaue Daten über den Untergang dieser Siedlung existieren nicht, aber im 16. Jahrhundert ist sie nicht mehr nachweisbar. Nur die Kirche des Ortes, dem heiligen Martin geweiht, hat noch länger existiert und wurde als Gottesdienstort und Friedhofskirche für die Verstorbenen aus Hassel und Rohrbach genutzt.

### Geistkircher Kapelle
Bedeutendster, aber nicht ältester Baukörper der Siedlung ist die 1901 errichtete Geistkircher Kapelle, Saarländisch: Geißkäärsch, die wegen des Baus der Bahnstrecke einige Meter nach Norden wechseln musste. Sie diente damals als Hauskapelle des Hofes. Sie beherbergt eine Statue des Heiligen Wendelinus aus dem 17. Jahrhundert.
Traditionellerweise findet am Dreifaltigkeitssonntag (Sonntag nach Pfingsten) ein Gottesdienst in der Kapelle statt. Früher war dieser Gottesdienst mit einer Wallfahrt und einer kleinen Kirmes (Geiskercher Kerb) verbunden. Im Jahr 2012 wurde diese Tradition mit einem Hoffest auf dem benachbarten landwirtschaftlichen Anwesen wieder aufgegriffen. Die Vorgängerkirche war dem Heiligen Martin geweiht. Sie hat noch länger existiert und wurde als Gottesdienstort und Friedhofskirche für die Verstorbenen aus Hassel und Rohrbach genutzt.

### Beck'scher Hof
Der Beck'sche Hof ist eine heute noch bewirtschaftete Hofstätte.

### Geistkircher Hof
Als einziges Gebäude nördlich der L 119 stand traufständig das mittlerweile abgerissene Gasthaus Wirtz. Der mittlere Teil des Hauses war das alte, eingeschossige Bauernhaus, das im Westen einen eingeschossigen Anbau als Stallung oder Lager besaß. Im Osten war ein zweistöckiger Anbau vorhanden, der als Wohnhaus gedient haben dürfte. 2016 stand das Gebäude leer.: S. 6 Anfang der 2020er Jahre wurde es abgerissen.

### Ehemaliges Gasthaus Frohnscher Hof
Das ehemalige Gasthaus wird heute (2016) als Standort für Handwerksbetriebe genutzt.

### Weitere Gebäude
Bis vor 1937 gab es das sogenannte „Falterhaus“, das sich etwa 230 Meter östlich vom Beck'schen Hof befand und direkt an der Straße gelegen war. Es ist nach der bayerischen Uraufnahme von 1842 das zweitälteste Haus der Siedlung Geistkirch. In einer Liquidations-Akte von 1845 wird es als „Wohnhaus, Hofraum und Pflanzengarten“ bezeichnet. Mutmaßlich förderte eine gezielte Grabung das Gewölbe des Kellers zu Tage.: S. 28